# Carretão (Quilombo)
Carretão é uma comunidade remanescente de quilombo, população tradicional brasileira, localizada no município brasileiro de Poconé, no Mato Grosso. A comunidade Carretão é formada por 3 famílias, cujos antepassados se estabeleceram no local há mais de 200 anos. O território foi certificado como remanescente de quilombo (reminiscências históricas de antigos quilombos) pela Fundação Cultural Palmares, pela Portaria n° 279/2017.
Apesar da certificação, uma das famílias de quilombolas foi alvo de despejo pela juíza Kátia Rodrigues Oliveira, da Vara Única local, em favor de dois fazendeiros que alegam propriedade do território que a família ocupa, João José dos Santos Neto e Alaerce José dos Santos.

## Tombamento
O tombamento de quilombos é previsto pela Constituição Brasileira de 1988, bastando a certificação pela Fundação Cultural Palmares:
Art. 216. Constituem patrimônio cultural brasileiro os bens de natureza material e imaterial, tomados individualmente ou em conjunto, portadores de referência à identidade, à ação, à memória dos diferentes grupos formadores da sociedade brasileira [...]

§ 5º Ficam tombados todos os documentos e os sítios detentores de reminiscências históricas dos antigos quilombos.

## Situação territorial
A falta do título da terra (regularização fundiária) cria para a comunidade uma dificuldade de desenvolver a agricultura, além dos conflitos com dois irmãos fazendeiros que chegaram à região há alguns anos e vêm derrubando as matas e ameaçando os moradores que que eles deixem as terras.
Povos Tradicionais ou Comunidades Tradicionais são grupos que possuem uma cultura diferenciada da cultura predominante local, que mantêm um modo de vida intimamente ligado ao meio ambiente natural em que vivem. Através de formas próprias: de organização social, do uso do território e dos recursos naturais (com relação de subsistência), sua reprodução sócio-cultural-religiosa utiliza conhecimentos transmitidos oralmente e na prática cotidiana.